# Maximilien de Béthune, hertug af Sully
Maximilien de Béthune, baron af Rosny, hertug af Sully, (født 13 december 1560, død 22. december 1641) var en fransk soldat, minister, huguenot og trofaste højre hånd, som hjalp kong Henrik 4. af Frankrig
Rosny, stammede fra den gamle flanderske slægt de Béthune og var
næstældste søn af François de Béthune, Baron af Rosny, en tilhænger af Condé, d. 1575.
Rosny, der var faderens yndlingssøn, fik en god opdragelse i den protestantiske tro;
Faderen bragte ham også i berøring med den 7 år ældre Henrik af Navarra. Han
blev kammerherre og
statsråd hos ham; samtidig forstod han at skaffe sig magt og rigdom; han ægtede Anne de Courtenay, som bragte ham en stor formue, og denne øgede han ved dygtige forretninger. I felten berigede han sig ved udplyndring og ved løsepenge for krigsfanger. Som Henriks vigtigste rådgiver havde
han vist den store kløgt at råde ham til at gå over til katolicismen, og han støttede endog regeringen over for sine trosfæller, når disse gik for vidt — selv fastholdt
han til sin død sin protestantiske tro. Efter
1596, da Henrik IV ubestridt var Frankrigs konge, optog han Rosny i finansrådet. 1599
blev han overskatmester, 1601 stormester for artilleriet, 1602 markis, foruden at han var kommandant i Bastillen og overinspektør over vejvæsenet. 1606 blev han hertug
af Sully. Skønt altid meget grådig efter magt og penge til sig selv, var han dog kongen en god og trofast minister, og forholdet mellem dem var vedblivende godt, på nær et kortere brud.
Som den ypperlige finansstyrer han var, har
Sully haft stor andel i alle Henrik IV’s
foretagender. Sammen med kongen virkede han for alle næringsvejenes fremgang. Især arbejdede Sully for landbruget, »Frankrigs
moderbryster og Perus sande miner og
skatte«, som han kaldte denne
næringsvej. Han opmuntrede til tørlægning af sumpet land, og i Médoc opstod således »det
lille Flandern«; han tillod fremdeles
kornudførsel, hvilket bragte mere velstand blandt
landboerne, lettede samfærdslen meget ved anlæggelse af gode veje. Ligeså havde han tanker
om et stort fransk kanalsystem, fik dog kun anlagt
Briare-Kanalen mellem Seine og Loire.
Derimod delte han ikke kongens stærke interesse
for at fremme industrien og for at skabe
kolonier i Amerika. Efter mordet på Henrik IV trak
han, der var meget lidet afholdt, sig ind i sin
bopæl i Bastillen. 1611 forlangte dronningen hans tilbagetræden. Sully trak sig da tilbage,
spillede siden ingen større politisk rolle, men har forfattet Mémoires des sages et royales
œconomies d’Estat domestiques, politiques et
militaires de Henri le Grand, der er et kildeskrift
til Henrik IV’s Historie.
1. ↑  Navnet er anført på engelsk og stammer fra Wikidata hvor navnet endnu ikke findes på dansk.
2. ↑  Navnet er anført på engelsk og stammer fra Wikidata hvor navnet endnu ikke findes på dansk.